# Reuzenrondbladneus
De reuzenrondbladneus (Macronycteris commersonii)  is een zoogdier uit de familie van de bladneusvleermuizen van de Oude Wereld (Hipposideridae). De soort is endemisch in Madagaskar en is hier de grootste vertegenwoordiger van de onderorde Microchiroptera.

## Kenmerken
Het gewicht van een volwassen exemplaar varieert van 40 tot 180 gram. De lichaamslengte bedraagt 110 tot 145 millimeter, de vleugelspanwijdte 540 tot 560 millimeter. Een mannelijke reuzenrondbladneus is doorgaans groter dan het vrouwtje. De vacht van de reuzenrondbladvleermuis varieert sterk per leefgebied van lichtgrijs tot roodgrijs. De onderzijde is geelbruin. Bij sommige exemplaren is de onderzijde geelbruin gekleurd. Het neusblad is relatief groot en geprononceerd, de oren zijn groot en sikkelvormig.

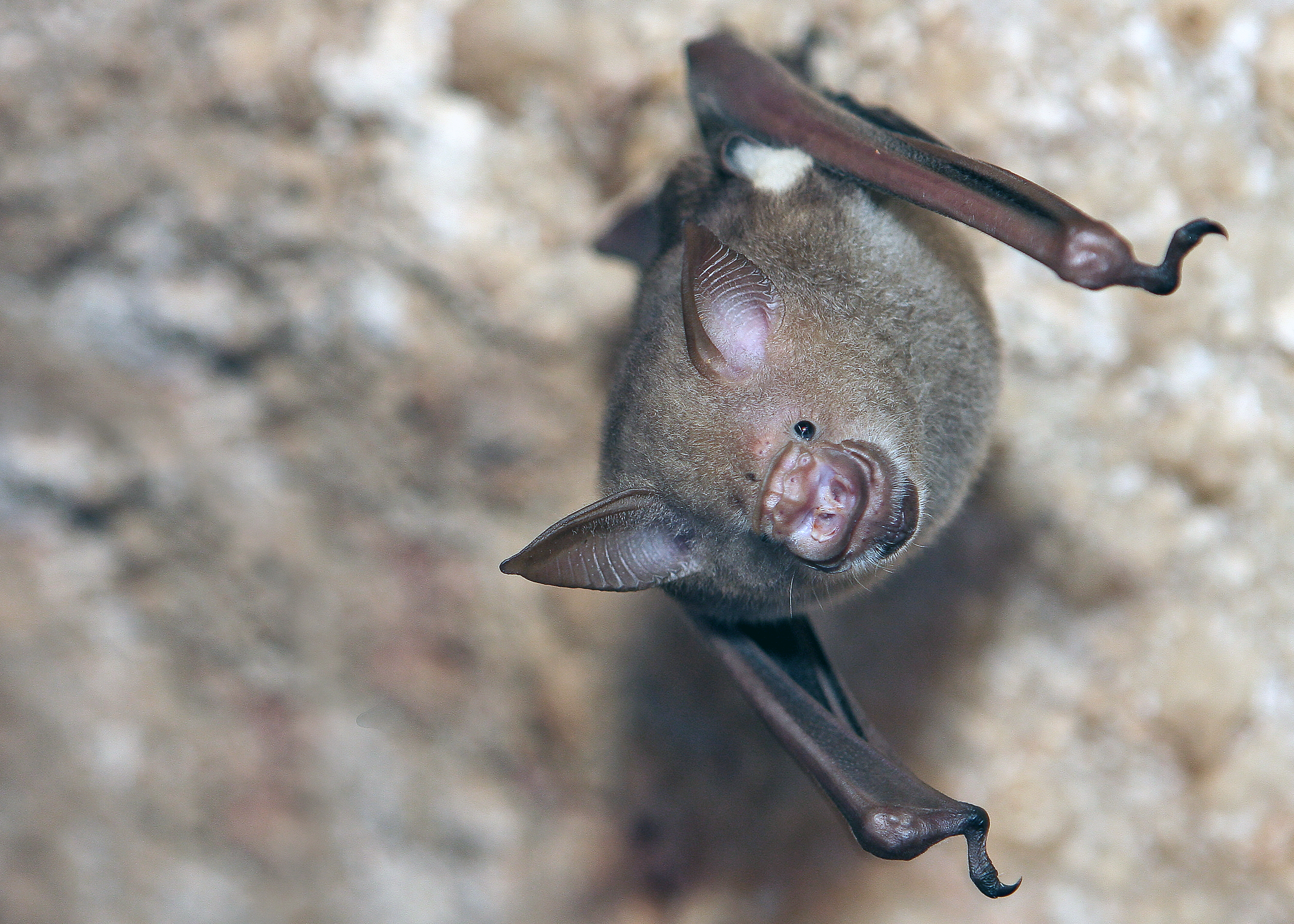
Exemplaar in een roestplaats nabij Analalava
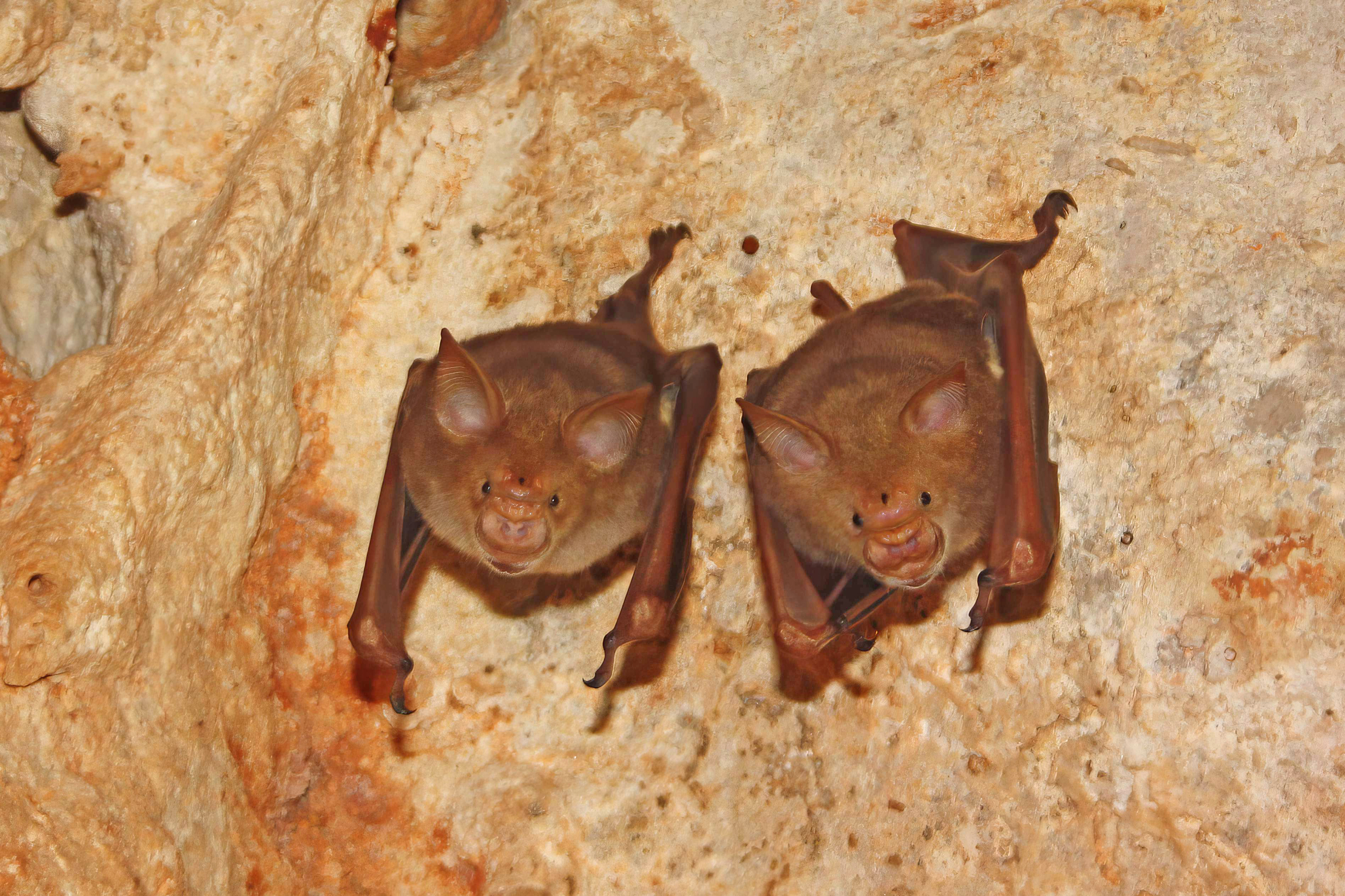
Exemplaren in een roestplaats in het Anjajavywoud
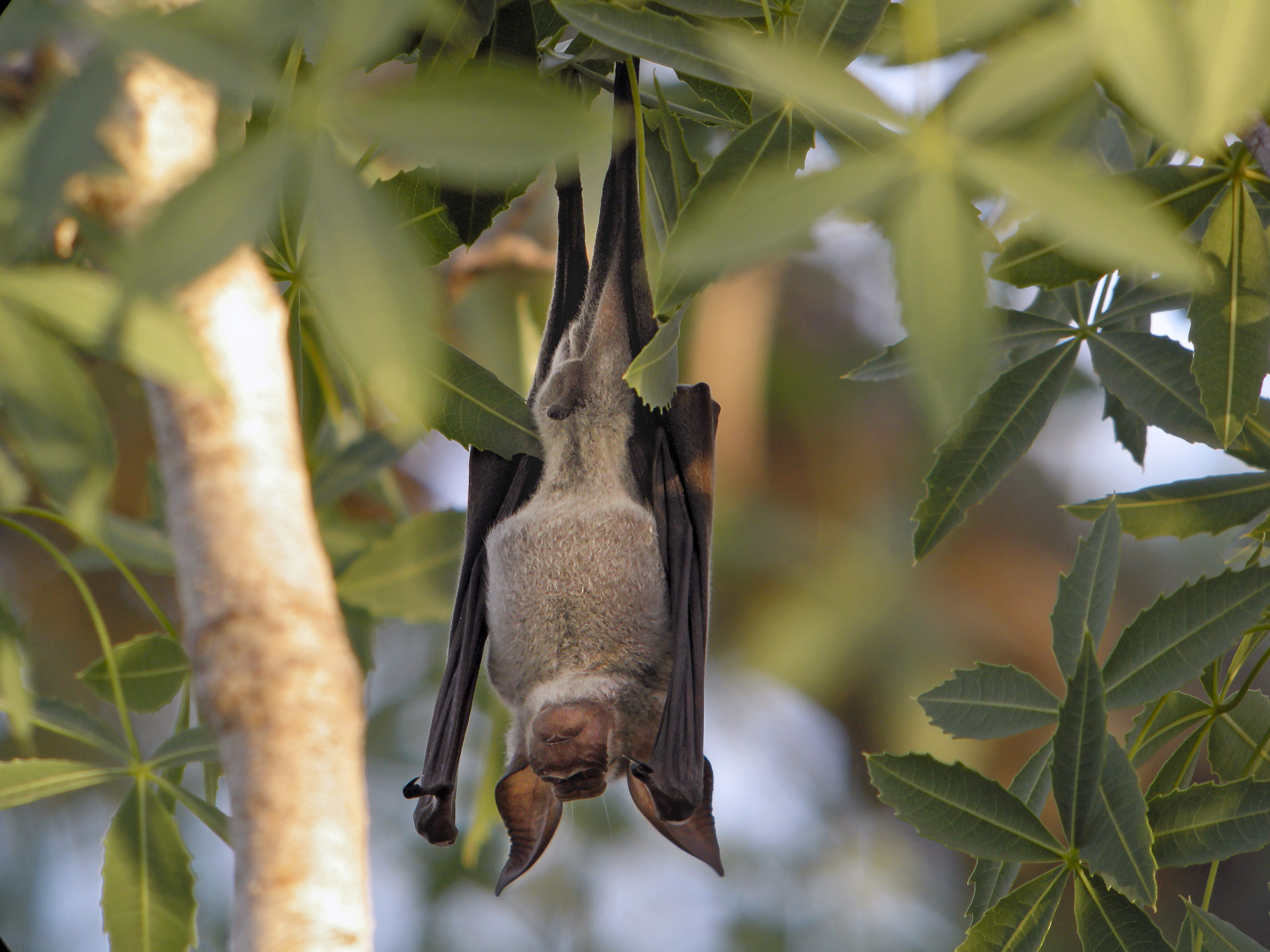
Exemplaar in het Nationaal park Tsimanampesotse

De vleermuis is gespecialiseerd in het vangen van kevers. Afhankelijk van de habitat migreert de reuzenrondbladneus 's winters naar een voedselrijker gebied of houdt hij een winterslaap.

## Verspreiding en habitat

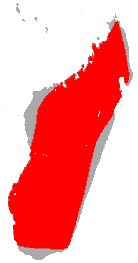
Verspreidingsgebied

De soort komt voor allerlei typen wouden in Madagaskar, inclusief tropische en subtropische bossen, galerijbossen en wouden langs de kust. Hij is aangetroffen tot op een hoogte van 1350 meter boven zeeniveau. De reuzenrondbladneus heeft zijn roestplaats in grotten, volgroeide bomen of in gebouwen.

### Beschermingsstatus
De reuzenrondbladvleermuis komt in een groot aantal beschermde reservaten voor, zoals het Analameranareservaat, Tsingy de Bemaraha, de nationale parken Isalo, Ankarafantsika, Ankarana, Namoroka, Tsimanampetsotsa, Montagne d'Ambre en Kirindy Mitea.
Populaties worden bedreigd door ontbossing en de jacht. Met name in het westen van het eiland worden vleermuizen die bij zonsondergang hun roestplaatsen verlaten worden bejaagd. In de periode van 1993 tot 2008 is het aantal reuzenrondbladvleermuizen gedaald met 20 tot 25 procent. De soort is echter nog steeds wijdverspreid en staat derhalve als 'gevoelig' opgenomen op de Rode Lijst van de IUCN.

## Taxonomie
De wetenschappelijke naam van de soort werd voor het eerst geldig gepubliceerd door Étienne Geoffroy Saint-Hilaire in 1813 als Rhinolophus Commersonii. Hij baseerde zijn beschrijving op basis van een specimen die Philibert Commerson vond in Fort Dauphin (tegenwoordig Tôlanaro). Voorheen werden een aantal vleermuizen in Sao Tomé en Principe en het vasteland van Afrika beschreven als ondersoort van de reuzenrondbladvleermuis, maar deze hebben nu een soortstatus. Dit zijn M. gigas, M. thomensis en M. vittatus.